# Racionalizem (arhitektura)
V arhitekturi je racionalizem arhitekturni tok, ki se je v glavnem razvil v Italiji med 1920-1930. Vitruvij je v svojem delu De Architectura zapisal, da je to arhitekturna znanost, ki jo lahko razumemo racionalno. Ta formulacija je bila sprejeta in nadalje razvita v arhitekturnih razpravah renesanse. Progresivna teorija umetnosti 18. stoletja je nasprotovala baročni uporabi iluzionizma s klasično lepoto resnice in razuma.
Racionalizem dvajsetega stoletja izhaja manj iz posebnega, združenega teoretičnega dela kot iz skupnega prepričanja, da bi bilo mogoče najrazličnejše težave v resničnem svetu rešiti z razlogom. V zvezi s tem je predstavljal reakcijo na historicizem in kontrast secesije in ekspresionizma.

## Razsvetljeni racionalizem
Ime racionalizem se retroaktivno uporablja za gibanje v arhitekturi, ki je nastalo v času razsvetljenstva (natančneje neoklasicizma), z utemeljitvijo, da je arhitekturna intelektualna baza predvsem v znanosti, v nasprotju s čaščenjem in tekmovanjem arhaične tradicije in prepričanja. Racionalni arhitekti, ki sledijo  Descartesovi filozofiji poudarjajo geometrijske oblike in idealna razmerja . 
Francoski slog Ludvika XVI. (bolj znan kot neoklasicizem) se je pojavil sredi 18. stoletja s svojimi koreninami v baroku. Arhitekturne ideja časa teži bolj k prepričanju, da so razlog in naravne oblike tesno povezani in da je mora racionalnost znanosti služiti kot podlaga za uporabo v konstrukciji. Proti koncu 18. stoletja je Jean-Nicolas-Louis Durand, učitelj na vplivni École Polytechnique v Parizu trdil, da je arhitektura v celoti temeljila na znanosti.
Drugi arhitekturni teoretiki obdobja, privrženci naprednih racionalističnih zamisli so opat Jean-Louis de Cordemoy (1631-1713), Benečan Carlo Lodoli (1690-1761), opat Marc -Antoine Laugier (1713-1769) in Quatremère de Quincy (1755-1849). 
Arhitektura Clauda Nicholasa Ledouxa (1736-1806) in Étienne-Louisa Boulléeja (1728-1799) predstavlja razsvetljenski racionalizem, z uporabo čistih geometrijskih oblik, vključno krogel, kvadrov in valjev.

## Strukturni racionalizem
Izraz strukturni racionalizem se najpogosteje nanaša na francosko gibanje 19. stoletja. Običajno ga povezujejo s teoretikoma Eugène Viollet-le-Ducom in Augustom Choisyjem. Viollet-le-Duc je zavrnil zamisel idealne arhitekture in namesto te videl arhitekturo kot racionalen pristop h gradnji, opredeljeni z materiali in konstrukcijo. Arhitekt Eugène Train je bil eden najpomembnejših izvajalcev te šole, še posebej s svojimi zgradbami za izobraževanje, kot sta Collège Chaptal in Lycée Voltaire.

## Racionalizem zgodnjega 20. stoletja
Arhitekti, kot sta Henri Labrouste in Auguste Perret, sta vključevala vrline strukturnega racionalizma v svojih zgradbah v celotnem 19. stoletju. V začetku 20. stoletja so arhitekti, kot  je bil Hendrik Petrus Berlage raziskovali idejo, da bi lahko struktura sama ustvarila prostor brez potrebe po dekoraciji. To je vodilo do modernizma, kjer še dodatno raziskujejo ta koncept. Sovjetska modernistična skupina ASNOVA (АСНОВА - Ассоциация новых архитекторов, ‘Združenje novih arhitektov’) je znana kot "Racionalisti".
Racionalna arhitektura (italijansko Architettura razionale) je uspevala v Italiji med 1920 in 1940. Leta 1926 je skupina mladih arhitektov - Sebastiano Larco, Guido Frette, Carlo Enrico Rava, Adalberto Libera, Luigi Figini, Gino Pollini in Giuseppe Terragni (1904-1943) ustanovila tako imenovano Gruppo 7, ki je objavila svoj manifest v reviji Rassegna Italiana. Razglasila je namen doseči kompromisno rešitev med klasičnim gibanjem Novecento Italiano in industrijsko navdihnjeno arhitekturo futurizma .ref name="Modern Architecture">Frampton, Kenneth (2007). Modern Architecture: A Critical History. New York: Thames & Hudson. ISBN 9780500203958.</ref>
Ena prvih racionalističnih stavb je Palazzo Gualino v Torinu, zgrajena za finančnika Riccarda Gualina, arhitektov Gino Levi-Montalcini in Giuseppe Pagano.
Gruppo 7 je med 1926 in 1931 pripravila tri razstave in gibanje se je leta 1930 predstavilo kot uradno telo Movimento Italiano per l'Architettura Razionale (MIAR).  Predstavljena dela so: Giuseppe Terragni Casa del Fascio v Comu (1932-36), Medaglia d'Oro - soba na italijanskem letalskem sejmu v Milanu (1934), delo Pagana in Marcello Nizzolija in zgradba fašističnega trgovinskega združenja v Comu (1938-43), ki so ga zasnovali Cesare Cattaneo, Pietro lingeri, Augusto Magnani, L. Origoni in Mario Terragni.
Pagano je leta 1933 postal urednik Casabella skupaj z Edoardom Persicom. Pagano in Persico prikazujeta dela racionalistov v reviji, in v uvodnikih pozivata italijansko državo, da sprejme racionalizem kot uradni slog. Racionalisti so dobili nekaj uradnih naročil od fašistične vlade  Benita Mussolinija, toda država večinoma daje prednost bolj klasičnim delom Nacionalne zveze arhitektov. Arhitekti, povezani z Mussolinijevim režimom, so delali na velikih projektih, kot je bila Univerza v Rimu (začeta leta 1932) in Esposizione Universale Rom v južnem delu Rima (začeta leta 1936). Slednja ima monumentalne zgradbe, od katerih mnoge spominjajo na antično rimsko arhitekturo, brez ornamentov, močnih geometrijskih oblik.

## Neoracionalizem
V poznih 1960-ih se v arhitekturi pojavi novo racionalistično gibanje, ki se navdihuje tako iz razsvetljenstva kot racionalistov zgodnjega 20. stoletja. Tako kot prejšnji racionalisti, je imelo gibanje, znano kot Tendenza, središče v Italiji. Predstavniki so Carlo Aymonino (1926-2010), Aldo Rossi (1931-1997) in Giorgio Grassi. Italijanska oblika revije Casabella prikazuje delo teh arhitektov in teoretikov. Na gibanje je vplival arhitekturni zgodovinar Manfredo Tafuri, Univerza IUAV v Benetkah pa postala središče Tendenze. Leta 1973 je bila v Milanu organizirana razstava Tendenza - Milanski trienale.
Rossijeva knjiga L'Architettura della città, objavljena leta 1966 in prevedena v angleščino kot Architecture of the City leta 1982, je raziskala več idej kot neoracionalizem. V prizadevanjih za razumevanje razvoja mesta izven preprostega funkcionalizma, je Rossi oživljal idejo tipologije, ki izhaja iz Quatremère de Quincy, kot način za razumevanje zgradb, kot tudi večjega mesta. Piše tudi o pomenu spomenikov kot izrazov kolektivnega spomina mesta in idejo o mestu kot izraza tako fizične realnosti kot zgodovine. .
Arhitekti, kot so Leon Krierja, Maurice Culot in Demetri Porphyrios so Rossijeve ideje pripeljali do logičnega zaključka z oživljanjem klasične arhitekture in tradicionalnega urbanizma. Krierjeva duhovita kritika modernizma, pogosto v obliki risank in Porphyriosovi dobro oblikovani filozofski argumenti, kot "klasicizem ni slog", so osvojili več nadarjenih skupin arhitektov klasičnega pogleda. Organizacije, kot Traditional Architecture Group pri Royal Institute of British Architects in Inštitut za klasično arhitekturo (Institute of Classical Architecture) potrjujejo njihovo vse večje število, toda prikrijejo racionalistični izvor.
V Nemčiji, Oswald Mathias Ungers postane vodilni praktik nemškega racionalizma od sredine 1960-ih. Ungers vpliva na mlajšo generacijo nemških arhitektov kot so Hans Kollhoff, Max Dudler in Christoph Mäckler.